# Abdel Rahim Ahmed
Abdel Rahim  (en arabe : عبدالرحـيم أحمد) est un réalisateur et auteur égyptien, né en 1994 en Égypte, diplômé de l'Université du 6 octobre, Faculté des arts appliqués, Département de photographie, cinéma et télévision, puis a étudié la réalisation de films à l'École arabe de cinéma et de télévision en Égypte par le Dr Mona Al-Sabban.

## Œuvres publiées

### Courts métrages
Il réalise Voir, un court métrage muet d'animation, qu'Abdel Rahim a travaillé en tant qu'auteur, réalisateur, directeur artistique et artiste d'animation. Le film a été produit par Abdel Rahim Ahmed en 2020.
Il réalise Un nouveau film de rêve, un court métrage de fiction qu'Abdul Rahim a travaillé en tant qu'auteur, réalisateur et comme projet de fin d'études.

### Séries
Il travaille en tant qu'auteur, scénariste, réalisateur et directeur de production sur la série Heroes of the Cartoon. La série est produite par l'Arabie saoudite,.
Il travaille en tant qu'auteur et scénariste du scénario de la série Future Child produite par la société de production cinématographique NTC. Il s'agit d'une série égyptienne qui aborde plusieurs sujets de la période de l'enfance sous l'angle de l'enfant, le héros du travail,.
Il travaille comme scénariste sur la série Fathers Unders Construction dirigée par le libanais Wissam Tanios. La série se compose de 10 épisodes et raconte l'histoire d'un jeune homme qui souffre du traitement de son père à son égard malgré sa richesse,.

## Voir également
- Liste des écrivains égyptiens